# OGLE 2016-BLG-1195Lb
OGLE 2016-BLG-1195Lb es un planeta extrasolar ubicado a casi 13 000 años luz de la Tierra, con una masa calculada de 1,43 veces la de Tierra, que orbita la estrella OGLE 2016-BLG-1195L. El planeta se encuentra en una órbita de alrededor de 2 AU alrededor de una estrella de 0,2 masas solares, a una distancia total de 7,1 kpc. El planeta fue detectado utilizando la técnica de microlente gravitacional en 2017 en un esfuerzo común de OGLE. La duración de la señal planetaria es ~2.5 horas. Es un planeta terrestre frío.